# Инцидент с Boeing 747 над Явой
Инцидент с Boeing 747 над Явой (также известный как Джакартский инцидент) — авиационная авария, произошедшая в четверг 24 июня 1982 года. Авиалайнер Boeing 747-236B авиакомпании British Airways совершал плановый межконтинентальный рейс BA009 (позывной — Speedbird 9) по маршруту Лондон—Бомбей—Куала-Лумпур—Перт—Мельбурн—Окленд, но через несколько минут после вылета из Куала-Лумпура попал в облако вулканического пепла от внезапно извергшегося вулкана Галунггунг, в результате чего у самолёта один за другим заглохли все 4 двигателя. Экипаж смог благополучно посадить самолёт в аэропорту Халим Перданакусума в Джакарте. Никто из находившихся на его борту 263 человек (248 пассажиров и 15 членов экипажа) не пострадал.

## Самолёт
Boeing 747-236B (регистрационный номер G-BDXH, заводской 21635, серийный 365) был выпущен в 1979 году (первый полёт совершил 19 марта). 27 марта того же года был передан авиакомпании British Airways, в которой получил имя City of Edinburgh. Оснащён четырьмя двухконтурными турбовентиляторными двигателями Rolls-Royce RB211-524D4.

## Экипаж
Состав экипажа рейса BA009 был таким:
- Командир воздушного судна (КВС) — 41-летний Эрик Муди (англ. Eric Moody).
- Второй пилот — 32-летний Роджер Гривс (англ. Roger Greaves).
- Бортинженер — 40-летний Барри Таунли-Фримэн (англ. Barry Townley-Freeman).

В салоне самолёта работали 12 бортпроводников под руководством старшего бортпроводника Грэма Скиннера (англ. Graham Skinner).

## Хронология событий

### Отказ двигателей
Ночью 24 июня 1982 года рейс BA009 на эшелоне FL370 (11 300 метров) влетел в столб вулканического пепла, выброшенный вулканом Галунггунг на острове Ява. Ни экипаж, ни пассажиры не знали об этом, что повлияло на дальнейшие события.
Первые странности возникли после 20:40 WIT (13:40 UTC) над Индийским океаном, к югу от Явы, когда второй пилот и бортинженер заметили огни святого Эльма на ветровом стекле, как будто его обстреливали трассирующими пулями. Вернувшийся в кабину КВС также мог наблюдать это явление. Обычно огни Святого Эльма можно наблюдать на носках крыльев во время грозы, однако погодный радар не показывал наличия грозового фронта. Несмотря на это, экипаж включил антиобледенители и сигнал «FASTEN SEATBELT» («ЗАСТЕГНИТЕ РЕМНИ»).
В пассажирский салон начал проникать дым. Поначалу это списали на сигаретный дым, поскольку курение на борту самолёта в то время ещё было разрешено. Однако дым становился плотнее, появился запах серы, и пассажиры забеспокоились. Бортпроводники начали искать источник дыма, но, обыскав весь самолёт, не обнаружили его.
Через иллюминаторы пассажиры могли видеть необычное стробоскопическое свечение, исходившее от двигателей. Они также заметили длинные яркие хвосты пламени, вырывавшиеся из двигателей.
Приблизительно в 20:42 WIT (13:42 UTC) в двигателе №4 (правый крайний) появились признаки помпажа, а затем он остановился. Второй пилот и бортинженер немедленно отключили подачу топлива и привели систему пожаротушения в состояние готовности.
Меньше чем через минуту остановился двигатель №2 (левый ближний к фюзеляжу). Ещё до того, как экипаж успел прекратить подачу топлива к нему, почти одновременно остановились оставшиеся двигатели №1 и №3.

### Полёт с неработающими двигателями
Лишённый тяги двигателей, экипаж мог полагаться только на аэродинамическое качество самолёта, которое у Boeing 747-200 составляет около 15 (на протяжении каждых 15 километров полёта рейс 009 терял 1000 метров высоты). Экипаж быстро подсчитал, что с эшелона FL370 (11 300 метров) самолёт может планировать около 23 минут на расстояние около 167 километров. В 20:44 WIT (13:44 UTC) второй пилот передал авиадиспетчеру сигнал «Mayday», сообщив, что на его самолёте остановились все четыре двигателя. Однако авиадиспетчер в Джакарте не понял сообщения и решил, что остановился только двигатель №4. Вмешавшийся в переговоры пилот находившегося поблизости самолёта авиакомпании Garuda Indonesia смог передать авиадиспетчеру правильную информацию. Несмотря на включение аварийного маяка, авиадиспетчер в Джакарте не мог видеть самолёт на своём радаре.
Чтобы безопасно пересечь высокую горную гряду на южном побережье Явы, экипажу нужно было сделать это на эшелоне FL115 (3500 метров). Пилоты приняли решение в случае невозможности преодоления горной гряды на заданной высоте развернуть самолёт и попытаться совершить аварийную посадку на воду в Индийском океане.
Всё это время второй пилот и бортинженер продолжали попытки запустить двигатели, лайнер находился на высоте, превышавшей максимально допустимую для такой операции (FL280, 8550 метров). Но запустить двигатели не удавалось.
Несмотря на нехватку времени, КВС сделал объявление для пассажиров, которое они позднее описывали как «шедевральное преуменьшение»:
Дамы и господа, говорит командир корабля. У нас небольшая проблема. Остановились все четыре двигателя. Мы делаем всё возможнейшее, чтобы их запустить вновь. Надеюсь, это не доставляет вам слишком много беспокойства.Оригинальный текст (англ.)Ladies and gentlemen, this is your captain speaking. We have a small problem. All four engines have stopped. We are doing our damnedest to get them going again. I trust you are not in too much distress.
Остановка двигателей привела к выключению системы наддува салона, и давление начало падать. В салоне из потолочных панелей выпали кислородные маски, однако в кабине пилотов маска второго пилота оказалась сломанной (от неё отделился шланг подачи кислорода). КВС немедленно принял решение снизиться до высоты, где можно было дышать без кислородной маски.
На высоте 4100 метров экипажу нужно было принять решение о дальнейших действиях — пытаться перелететь через горы или разворачиваться для аварийной посадки в океан. Несмотря на наличие рекомендаций, никто и никогда не предпринимал попытки посадить Boeing 747 на воду ни до этого инцидента, ни после него. Отработать манёвр на тренажёре также не представляется возможным в связи с отсутствием его математической модели.
Непрекращающиеся попытки второго пилота и бортинженера запустить двигатели привели к положительному результату — двигатель №4 запустился. КВС использовал его тягу для уменьшения скорости снижения. Через некоторое время запустился двигатель №3, что позволило командиру начать набор высоты. Вскоре запустились и остальные два двигателя. После очередного запроса диспетчеру пилоты получили разрешение на набор высоты для преодоления горной гряды.
В этот момент на лобовом стекле снова появились огни святого Эльма. Несмотря на уменьшение тяги, двигатель №2 снова остановился. Экипаж вернулся на высоту 3700 метров.

### Посадка в Джакарте
Перед посадкой экипаж обнаружил, что лобовое стекло потеряло прозрачность. Как выяснилось позднее, полёт на крейсерской скорости через облако вулканического пепла не только повредил стекло, но и почти полностью стёр ливрею с фюзеляжа.
Посадка по приборам была невозможна в связи с неисправностью системы автоматического привода на посадку в аэропорту Халим Перданакусума в Джакарте. Экипаж мог смотреть вперёд только через два очень узких сектора лобового стекла. При этом второй пилот отслеживал удаление до полосы по дальномерному радиомаяку и пересчитывал удаление в высоту глиссады на таком удалении, а командир выдерживал требуемую высоту. Посадочные огни самолёта не работали.
Примерно в 21:30 WIT (14:30 UTC) рейс BA009 совершил благополучную посадку в аэропорту Джакарты. Никто из 247 пассажиров и 15 членов экипажа не пострадал.
Руление после посадки также оказалось невозможным, поскольку огни ВПП создавали засветку ставшего непрозрачным лобового стекла кабины пилотов.

## Исследование двигателей
После приземления двигатели были демонтированы и отправлены в Великобританию. При обследовании выяснилось, что все они были повреждены абразивными частицами пепла из вулкана Галунггунг. Так как пепел был сухим, на него не реагировал метеолокатор, рассчитанный на обнаружение влаги в облаках. Воздействие пепла привело к засорению двигателей и потере прозрачности ветрового стекла кабины пилотов.
Пепел, попав в двигатели, плавился в камерах сгорания и приклеивался к внутренним поверхностям. Когда двигатель выключился и остыл, расплавленный пепел затвердел и частично перекрыл воздушный канал, что мешало перезапустить двигатель. Энергии для перезапуска было достаточно, так как один генератор и аккумуляторы на борту работали и выдавали необходимую электрическую мощность.

## Последствия инцидента
- Инцидент с рейсом 009 привёл к тому, что информация об извержении вулканов стала оперативно передаваться всем авиационным службам.
- Авиакомпания British Airways не сменила номер рейса BA9, но его маршрут изменился (Лондон—Бангкок, без промежуточных посадок) и по нему летает Boeing 777.
- Пилоты рейса 009 были представлены к награде.
- Воздушное пространство около Галунггунга было закрыто после инцидента, но через несколько дней было открыто. Но через 19 дней (13 июля), после того, как у Boeing 747 авиакомпании Singapore Airlines во время пролёта над Галунггунгом заглохли три двигателя, воздушное пространство в этом районе было окончательно закрыто.
- Инцидент с Boeing 747 British Airways оказался не единственным — до этого 5 апреля 1982 года McDonnell Douglas DC-9 авиакомпании Garuda Indonesia тоже попал в облако пепла от Галунггунга и у него остановились двигатели. Экипаж смог аварийно посадить самолёт, никто на его борту не пострадал.

## Дальнейшая судьба самолёта
Boeing 747-236B борт G-BDXH после ремонта, замены всех четырёх двигателей и покраски (в некоторых местах, особенно на вертикальном хвостовом стабилизаторе, у него стёрлась ливрея) продолжил полёты в составе авиапарка British Airways, сменив имя — City of Elgin.
20 января 2002 года перешёл в авиакомпанию European Aviation Air Charter, но 17 марта 2004 года был поставлен в ней на хранение в связи с отзывом сертификата деятельности у авиакомпании, а в 2008 году авиакомпания обанкротилась. В июле 2009 года лайнер был порезан на металлолом.

## Культурные аспекты
- Инцидент с рейсом 009 British Airways показан в 4-м сезоне канадского документального телесериала Расследования авиакатастроф в серии Все двигатели отказали!.
- Пассажирка рейса 009 British Airways Бетти Тутелл (англ. Betty Tootell) написала книгу о случившемся под названием «Отказали все четыре двигателя» (англ. All Four Engines Have Failed).